# Hojas de Parra (libro)
Hojas de Parra es un poemario del escritor chileno Nicanor Parra, editado por David Turkeltaub y publicado en 1985 en el volumen XI/XII de la Colección de Poesía de Ediciones Ganymedes. En su versión original, la obra está dividida en tres partes que suman un total de sesenta y siete poemas, la mayoría de los cuales no se habían publicado hasta entonces en formato de libro. Entre estos últimos se incluye «El hombre imaginario», uno de los poemas más conocidos y célebres del autor. Por su contenido, y al ser en parte una antología, esta obra sigue la línea antipoética de Obra gruesa (1969).
En 1996 el libro fue reeditado en Chile por Ediciones CESOC, en una edición de mayores dimensiones a cargo de Maider Etchevers, que por un lado incluye Hojas de Parra, y por el otro una selección de quince «trabajos prácticos» fotografiados por Paz Errázuriz.

## Historia editorial
| «Un reloj detenido da la hora correcta 2 veces al día uno andando no la da nunca El clasicismo romanticismo funciona bien 2 veces en un siglo el clasicismo no funciona nunca La mujer traiciona 2 veces x noche» —Texto de Parra escrito a mano alzada, a modo de epígrafe del libro. |

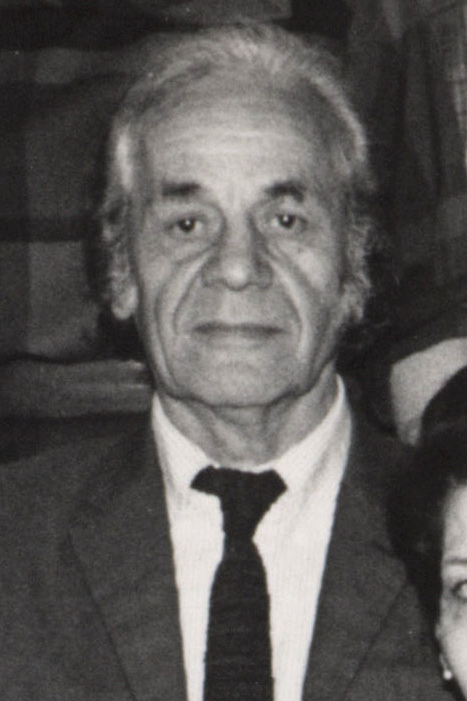
Nicanor Parra (1914-2018) publicó este libro a los 70 años de edad. Todavía viviría otros 33 años y publicaría otros cinco libros en vida.

En una nota del editor fechada por Turkeltaub en mayo de 1985 en Santiago de Chile, este explica que una versión preliminar del libro ya estaba preparada en 1978, bajo el título de Cachureo. Luego cambió de nombre varias veces, a medida que el libro se fue ampliando. Entre los títulos pensados se encontraban Coche de guagua, Demoliciones y restauraciones, Algo por el estilo, Base de operaciones, Ejercicios respiratorios y Cero problema. Hacia comienzos de 1985, se pensaba en el título Ampliaciones, y con el título final se terminaron por descartar otras opciones, como Poemas dispersos, El hombre imaginario y otros poemas, La camisa de once varas, Material de lectura, Acto de presencia y La bicicleta del alcalde. El título que quedó finalmente ya había sido utilizado en Hojas de Parra, salto mortal en un acto (1977), una obra de teatro de la compañía La Feria, basada en varios de sus textos y que durante su estreno fue fuertemente criticada por la prensa a favor de la dictadura militar.
El poema «Proyecto de tren instantáneo» es de 1978, posterior a Cachureo; «Mónica Silva» y «El hombre imaginario» fueron escritos en Conchalí entre octubre y noviembre de 1979; «El poeta y la muerte» y «El anti-Lázaro» son de 1980. En conjunto, los poemas de la primera sección fueron escritos durante el período de la Unidad Popular, entre 1969 y 1973, y publicados en diversas revistas y antologías, incluyendo además el libro Emergency Poems y la publicación como trabajos independientes de «Los profesores» y «El anti-Lázaro». Los poemas de las dos secciones siguientes, mayoritariamente inéditos, fueron escritos entre 1975 y abril de 1985.
La primera edición del libro, acabada de imprimir en junio de 1985, constó de dos mil ejemplares, más otros ochenta y cinco ejemplares numerados y firmados por el autor. En 1996, Ediciones CESOC publicó una nueva versión del libro, cuya edición fue coordinada por Maider Etchevers. Esta nueva versión, impresa en Chile por LOM Ediciones Ltda., tiene 26 centímetros de largo, incluye en la portada una fotografía del autor tomada por Carolina Vargas para la revista Paula, y viene precedida por un prólogo titulado «El príncipe y el bufón», de Mario Rodríguez Fernández, director de la revista Atenea de la Universidad de Concepción. Al darle vuelta al libro, la contratapa es a su vez otra portada, titulada Trabajos prácticos y que incluye una fotografía de Parra en su juventud, tomada por Sofía Tejo. De este lado del libro se incluyen quince «Trabajos prácticos» fotografiados en blanco y negro por Paz Errázuriz, los que están precedidos por una nota titulada «Justificación teórica», escrita por Cristina Díez, Carlos Durá, Amparo Rico y Sonia Mattalía de la Universidad de Valencia. Esta versión del libro fue reeditada en 2010 por la editorial CESOC (Centro de Estudios Sociales).

## Estructura y contenido
Los poemas del libro se dividen en tres secciones. Al final de todos ellos, se incluye una única fotografía en blanco y negro de tres mujeres y una niña mapuches junto a un antiguo vehículo estacionado en medio de un campo floreado; una de las mujeres está sentada en el vehículo con las manos en el manubrio, mientras las restantes están debajo del carro.
Los poemas son los siguientes:
| I |
| --- |
| 1. Canción para correr el sombrero 2. Descorcho otra botella 3. Antes me parecía todo bien 4. Esto tiene que ser un cementerio 5. Supongamos que es un hombre perfecto 6. Fueron exactamente como fueron 7. Estos enamorados idílicos 8. Entonces 9. Moscas en la mierda 10. Yo no soy un anciano sentimental 11. Tiempos modernos 12. Como les iba diciendo 13. Siete 14. Alguien detrás de mí 15. Preguntas y respuestas 16. Pasatiempos 17. Un sujeto de malos antecedentes 18. Los profesores 19. Memorias de un ataúd 20. No creo en la vía pacífica 21. Misión cumplida                                                                                 |
| II |
| 1. El huaso perquenco 2. La venganza del minero 3. Qué gana un viejo con hacer gimnasia 4. Descansa en paz 5. 1979 6. Los 4 sonetos del apocalipsis 7. Cambios 8. Ojo con el evangelio de hoy 9. Ser o no ser 10. El principio de Arquímedes 11. Yo me sé tres poemas de memoria 12. Violación 13. La muerte supersónica 14. A propósito de escopeta 15. Los cuatro elementos 16. Pronunciando tu nombre te poseo 17. Galería de personajes 18. Siete trabajos voluntarios y un acto sedicioso 19. Algo que no convence en absoluto 20. Para abreviar la cosa 21. Poemas del Papa                                                                             |
| III |
| 1. Murió 2. Proyecto de tren instantáneo entre Santiago y Puerto Montt 3. Mónica Silva 4. El hombre imaginario 5. Un abogado de su propia causa 6. El papá la mamá los 7 patitos 7. Debajo de mi cama 8. Desvalijemos a este viejo verde 9. Amor no correspondido 10. Santiago a la vista 11. Clara Sandoval 12. El Premio Nobel 13. El poeta y la muerte 14. Canto primo 15. Coitus interruptus 16. Advierto 17. La patrona ideal 18. Yo soy más de La Reina que de la isla 19. Nota sobre la lección de la antipoesía 20. Quién es el que viene ahí 21. Idilio 22. Estación Central 23. Algo por el estilo 24. Declaración de principios 25. El anti-Lázaro |

Los «trabajos prácticos» incluidos en la reedición de 1996 son los siguientes:
| 1. Armas nucleares nó (matamoscas) 2. INRI (Cristo crucificado) 3. W.C. P{\displaystyle _{r}}O{\displaystyle _{bl}}EMS (papel higiénico) 4. Los rollos del Mar(x) Muerto (libro de marxismo-leninismo) 5. Mensaje en una botella (botella de Coca-Cola) 6. La mamadera mortífera (mamadera) 7. El teléfono de Hitler (teléfono antiguo) 8. Descubrimiento de América (huevo) 9. Revolución industrial (tetera antigua) 10. Explosión demográfica (dibujo de una pareja conectada por un hilo) 11. Páginas amarillas (páginas amarillas) 12. Dictadura y Democracia (balanza) 13. Naturaleza muerta (tomate clavado) 14. La última piedra (piedra con ecuación e=mc²) 15. Levántate y anda (pantufla) |

## Análisis de la obra
Este libro incluye antipoemas diversos. Algunos, como «El huaso perquenco», «La venganza del minero» y «Amor no correspondido», se basan en la poesía popular; otros, como «Descansa en paz», «Murió», «El poeta y la muerte» y «El anti-Lázaro», abordan el tema de la muerte, de manera lúdica y sombría. En «Yo me sé tres poemas de memoria» (transcripción de tres poemas tradicionales chilenos) y «Los 4 sonetos del apocalipsis», el hablante poético casi desaparece. En este último antipoema, todas las letras son sustituidas por cruces, lo que puede interpretarse de diversas maneras: como tumbas de desaparecidos políticos, tumbas de la humanidad por la crisis ecológica, tachaduras de censura producto de la dictadura militar, o incluso como claves para un juego de desciframiento.

### «El hombre imaginario»
El poema «El hombre imaginario» fue creado junto a «Mónica Silva» en Conchalí, entre octubre y noviembre de 1979. Se dio a conocer al público al menos desde 1983. En opinión de lectores y críticos, es considerado uno de los poemas más conocidos y bellos de Parra. Tanto es así que en sus presentaciones en vivo el público solía pedirle a gritos que lo recitara. Fue escrito luego de terminar con Ana María Molinare Vergara una relación amorosa que duró solo dos meses. Molinare se fue a Estados Unidos, y regresó a Chile ocho años después, para suicidarse lanzándose de un edificio.
El crítico y especialista de su obra, Federico Schopf, destaca de este poema la convivencia de las sensaciones de esperanza, desesperanza y melancolía. Schopf lo relaciona con el  poema XI de Soledades (1899-1907) de Antonio Machado, titulado «Yo voy soñando caminos», y con «Égloga del camino», perteneciente al libro Misas de primavera (1911) de Jorge González Bastías (1879-1950), poeta chileno postmoderno, posterior a Rubén Darío. La distancia y neutralidad del autor, dice Schopf, aumentan paradójicamente la intensidad emocional del protagonista. En el poema, el único verso que no posee la palabra «imaginario» es aquel que se refiere al «dolor».